# قمر الليل (فلم)
قمر الليل هو فيلم مصري من إنتاج عام 1984، سيناريو وحوار ماهر إبراهيم، وإخراج محمد سلمان.

## تمثيل
- ليلى علوي
- أبو بكر عزت
- وليد توفيق
- سعيد صالح
- مريم فخر الدين
- يوسف فوزي